# Provincia di Mukdahan
La provincia di Mukdahan si trova in Thailandia e fa parte del gruppo regionale della Thailandia del Nordest. Si estende per 4.340 km², ha 341.774 abitanti ed il capoluogo è il distretto di Mueang Mukdahan. La città principale è Mukdahan.
La provincia è stata creata nel settembre 1982; precedentemente il suo territorio faceva parte della provincia di Nakhon Phanom.

## Geografia antropica

### Suddivisioni amministrative

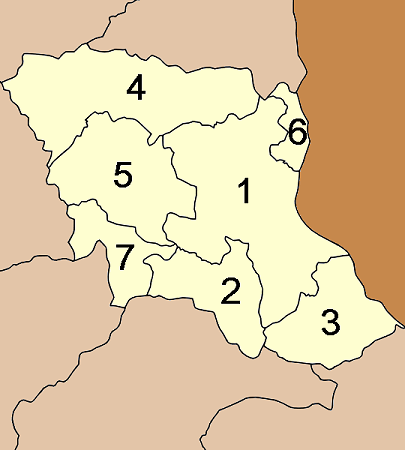
Mappa degli Amphoe

La provincia è suddivisa in 7 distretti (amphoe). Questi a loro volta sono suddivisi in 53 sottodistretti (tambon) e 493 villaggi (muban).
| 1. Mueang Mukdahan 2. Nikhom Kham Soi 3. Don Tan 4. Dong Luang | 1. Khamcha-i 2. Wan Yai 3. Nong Sung |